# Mitchel Taipe
Mitchel Edson Taipe Duanama – peruwiański zapaśnik startujący w obu stylach. Brązowy medalista mistrzostw panamerykańskich w 2019. Trzeci na mistrzostwach panamerykańskich juniorów w 2013 roku.